# Puerto Tejada
Puerto Tejada – miasto w Kolumbii, w departamencie Cauca.